# Rio Santa Catarina (vattendrag i Brasilien)
Rio Santa Catarina är ett vattendrag i Brasilien.   Det ligger i delstaten Minas Gerais, i den sydöstra delen av landet, 260 km sydost om huvudstaden Brasília.
Omgivningarna runt Rio Santa Catarina är huvudsakligen savann. Runt Rio Santa Catarina är det mycket glesbefolkat, med 6 invånare per kvadratkilometer.